# Kalamity d'Héripré
Kalamity d'Héripré, född 22 april 2020, är en fransk varmblodig travhäst. Hon tränas av Fabrice Souloy och körs av Franck Nivard.
Kalamity d'Héripré började tävla 2022 och inledde med en andraplats och i sin andrastart tog hon sin första vinst. Hon har hittills sprungit in 287 900 euro på 14 starter varav 5 segrar, 2 andraplatser och 2 tredjeplats. Hon har tagit karriärens hittills största segrar i Prix Une de Mai (2022), Prix Gélinotte (2023) och Prix Masina (2023). Hon har även vunnit Prix Marcel Dejean (2022) samt kommit på tredjeplats i Prix Ozo (2023) och Prix Annick Dreux (2023).

## Statistik
| Statistik för Kalamity d'Héripré (Ref.) | Statistik för Kalamity d'Héripré (Ref.) | Statistik för Kalamity d'Héripré (Ref.) | Statistik för Kalamity d'Héripré (Ref.) | Statistik för Kalamity d'Héripré (Ref.) | Statistik för Kalamity d'Héripré (Ref.) |
| --------------------------------------- | --------------------------------------- | --------------------------------------- | --------------------------------------- | --------------------------------------- | --------------------------------------- |
| Starter                                 | Placeringar                             | Startprissumma                          | Segerprocent                            | Platsprocent                            | Rekord                                  |
| 14                                      | 5-2-2                                   | 287 900 euro                            | 36 %                                    | 64 %                                    | 1.12,2ak,                               |

### Större segrar
| År   | Lopp               | Kusk          | Vinstbelopp | Grupp   |
| ---- | ------------------ | ------------- | ----------- | ------- |
| 2022 | Prix Marcel Dejean | Franck Nivard | 24 300 EUR  | Grupp 3 |
| 2022 | Prix Une de Mai    | Franck Nivard | 54 000 EUR  | Grupp 2 |
| 2023 | Prix Gélinotte     | Franck Nivard | 54 000 EUR  | Grupp 2 |
| 2023 | Prix Masina        | Franck Nivard | 54 000 EUR  | Grupp 2 |

### Starter
| Nr | Datum            | Lopp                       | Bana      | Kusk          | Tid     | Distans | Plac. | Vinstbelopp |
| -- | ---------------- | -------------------------- | --------- | ------------- | ------- | ------- | ----- | ----------- |
| -  | 7 juni 2022      | Kvallopp                   | Caen      | Franck Nivard | 1.17,7a | 2 140 m | gdk   | 0 euro      |
| 1  | 23 juli 2022     | Prix de La Porte des Lilas | Enghien   | Franck Nivard | 1.16,7a | 2150 m  | 2     | 8 000 euro  |
| 2  | 31 augusti 2022  | Prix des Cyclamens         | Vincennes | Franck Nivard | 1.16,4a | 2 175 m | 1     | 16 200 euro |
| 3  | 4 oktober 2022   | Prix Undina                | Vincennes | Franck Ouvrie | 1.13,8a | 2 175 m | 2     | 12 500 euro |
| 4  | 21 oktober 2022  | Prix Marcel Dejean         | Vincennes | Franck Nivard | 1.18,0a | 2 200 m | 1     | 24 300 euro |
| 5  | 26 november 2022 | Prix Vourasie              | Vincennes | Franck Nivard | Da      | 2 200 m | Da    | 0 euro      |
| 6  | 18 december 2022 | Prix Une de Mai            | Vincennes | Franck Nivard | 1.16,5a | 2 700 m | 1     | 54 000 euro |
| 7  | 8 januari 2023   | Prix Gélinotte             | Vincennes | Franck Nivard | 1.13,0a | 2 175 m | 1     | 54 000 euro |
| 8  | 28 januari 2023  | Prix Roquépine             | Vincennes | Franck Nivard | 1.15,0a | 2 700 m | 5     | 7 500 euro  |
| 9  | 19 februari 2023 | Critérium des Jeunes       | Vincennes | Franck Nivard | 1.13,4a | 2 700 m | 5     | 10 000 euro |
| 10 | 12 maj 2023      | Prix Masina                | Vincennes | Franck Nivard | 1.14,6a | 2 700 m | 1     | 54 000 euro |
| 11 | 30 maj 2023      | Prix Ozo                   | Vincennes | Franck Nivard | 1.12,2a | 2 175 m | 3     | 13 200 euro |
| 12 | 25 juni 2023     | Prix Albert-Viel           | Vincennes | Franck Nivard | 1.12,4a | 2 700 m | 4     | 16 000 euro |
| 13 | 19 augusti 2023  | Prix Reine du Corta        | Vincennes | Franck Nivard | Da      | 2 175 m | Da    | 0 euro      |
| 14 | 2 september 2023 | Prix Annick Dreux          | Vincennes | Franck Nivard | 1.13,9a | 2 700 m | 3     | 18 200 euro |

## Stamtavla
| Efter Un Mec d'Héripré | Orlando Vici       | Quadrophenio     | Dekeel           |
| Efter Un Mec d'Héripré | Orlando Vici       | Quadrophenio     | Halte A La Biche |
| Efter Un Mec d'Héripré | Orlando Vici       | Irlande du Nord  | Workaholic       |
| Efter Un Mec d'Héripré | Orlando Vici       | Irlande du Nord  | Querbella        |
| Efter Un Mec d'Héripré | I Love You Darling | Buvetier d'Aunou | Royal Prestige   |
| Efter Un Mec d'Héripré | I Love You Darling | Buvetier d'Aunou | Nesmile          |
| Efter Un Mec d'Héripré | I Love You Darling | Bye Bye Darling  | Rainbow Runner   |
| Efter Un Mec d'Héripré | I Love You Darling | Bye Bye Darling  | Va Ma Belle II   |
| Undan Sagarella        | Goetmals Wood      | And Arifant      | Sharif di Iesolo |
| Undan Sagarella        | Goetmals Wood      | And Arifant      | Infante d'Aunou  |
| Undan Sagarella        | Goetmals Wood      | Tahitienne       | Kimberland       |
| Undan Sagarella        | Goetmals Wood      | Tahitienne       | Oligiste         |
| Undan Sagarella        | Garinella          | Workaholic       | Speedy Crown     |
| Undan Sagarella        | Garinella          | Workaholic       | Ah So            |
| Undan Sagarella        | Garinella          | Sagarella        | Fakir du Vivier  |
| Undan Sagarella        | Garinella          | Sagarella        | Eversion         |